# Rainer Simon (General)
Rainer Simon (* 14. September 1965 in Kirchen) ist ein Brigadegeneral des Heeres der Bundeswehr und seit April 2025 stellvertretender Abteilungsleiter Operationen und J6 Bundeswehr im Kommando Cyber- und Informationsraum.im Kommando Cyber- und Informationsraum in Bonn.

## Leben

### Ausbildung und erste Verwendungen
Simon trat 1984 als Sanitätssoldat beim Sanitätsbataillon 5 in Rennerod in die Bundeswehr ein. 1986 wurde er Sanitäts-Unteroffizier und 1989 Sanitäts-Feldwebel, jeweils in Rennerod. 1990 wechselte Simon in die Laufbahn der Offiziere des Truppendienstes und absolvierte als Offizieranwärter die Offizierausbildung der Artillerietruppe an der Artillerieschule in Idar-Oberstein und beim Panzerartilleriebataillon 135 in Wetzlar. 1991 bis 1993 war Simon Zugführer und S2-Offizier (Militärisches Nachrichtenwesen) im Gebirgspanzerartilleriebataillon 225 in Füssen. Von 1993 erfolgte der Truppengattungs-Wechsel zur Fernmeldetruppe sowie bis 1997 die Fernmeldeausbildung und der Einsatz als Zugführer und S2-Offizier im Gebirgsstabs- und Fernmeldelehrbataillon 8 in Murnau am Staffelsee. Von 1997 bis 2000 war Simon Kompaniechef der 2. Kompanie des Stabsfernmelderegiments 4 in Regensburg.

### Dienst als Stabsoffizier
Von 2000 bis 2002 nahm Simon am 43. Generalstabslehrgang Heer an der Führungsakademie der Bundeswehr in Hamburg teil, wo er zum Offizier im Generalstabsdienst ausgebildet wurde. Anschließend war er bis 2004 G6 Op (Führungsunterstützung/Operation) im Heeresführungskommando in Koblenz und danach bis 2005 G2-Stabsoffizier im Heeresamt I 3 (1) in der Konrad-Adenauer-Kaserne in Köln. Von 2005 bis 2007 war Simon Bataillonskommandeur des Fernmeldebataillons 4 in Regensburg bzw. nach dessen Verlegung in die Nordgaukaserne in Cham. 2007 wechselte er ins Bundesministerium der Verteidigung (BMVg) nach Bonn als Referent Abt M, MII/IT 1. 2011 wurde er Deutscher Dienstältester Offizier Deutscher Anteil NATO Consultation, Command and Control Agency (NC3A) in Brüssel und ab 1. Juli 2012 der NATO Communications and Information Agency (NCIA), in der die NC3A aufging. Danach wurde Simon 2013 Abteilungsleiter G6 der Division Spezielle Operationen, die in dieser Zeit zur Division Schnelle Kräfte umgegliedert wurde, und 2016 Referatsleiter BMVg IV 1 und CIT I 1 am Dienstort Berlin. Von 2018 bis 2020 war er Abteilungsleiter J6 (C4/Cyber) im Einsatzführungskommando der Bundeswehr in der Henning-von-Tresckow-Kaserne in Schwielowsee bei Potsdam.
Von 2020 bis 2024 war er Kommandeur Schule Informationstechnik der Bundeswehr und mit Auflösung der bisherigen Ausbildungseinrichtungen und Neuaufstellung seit dem 1. April 2024 bis zum 3. April 2025 Kommandeur des Ausbildungszentrums Cyber - und Informationsraum in Pöcking (mit Außenstellen in Graben, Kleinaitingen, Feldafing und Flensburg).

### Dienst als General
Ab dem 23. Januar 2020 war Simon, als Nachfolger von Frank Schlösser, Kommandeur der Schule Informationstechnik der Bundeswehr. Auf diesem Dienstposten erhielt er die Ernennung zum Brigadegeneral. Durch Umgliederung und Umbenennung der Schule zum 1. April 2024 wurde er Kommandeur des Ausbildungszentrums CIR. Seit April 2025 ist er stellvertretender Abteilungsleiter Operationen und J6 Bundeswehr im Kommando Cyber- und Informationsraum.

## Privates
Simon ist verheiratet und hat ein Kind.